# Багрій Тамара Степанівна
Тама́ра Степа́нівна Багрі́й (нар. 27 березня 1974, м. Чортків) — українська паверліфтерка та тренерка. Майстер спорту України міжнародного класу (2002). Заслужений майстер спорту України (2003).
Членкиня збірної команди України від 2002.
Працює тренеркою Тернопільської ДЮСШ «Авангард».
Чоловік Андрій Багрій.

## Спортивні досягнення
- Чемпіонка Європи у вправі «жим лежачи» (2003).
- Рекордсменка та чемпіонка України з триборства (2002, 2003).
- Срібна (1997, 2003) і бронзова (1999—2002) призерка чемпіонатів світу.